# SC Münster 08
Der SC Münster 08 ist ein Sportverein aus Münster in Westfalen. Die erste Fußballmannschaft spielte fünf Jahre in der höchsten Amateurliga Westfalens. Die erste Handballmannschaft spielte sieben Jahre in der Regionalliga West. Außer Fußball und Handball werden zurzeit Volleyball, Badminton, Leichtathletik, Gymnastik und Ultimate Frisbee angeboten.

## Geschichte
Im Jahre 1908 gründeten neun Studenten aus dem Mauritz- und Herz-Jesu-Viertel den SC Westfalen Münster als reinen Fußballverein. Zwei Jahre später gründeten elf Studenten den SC Hohenzollern Münster. Beide Vereine fusionierten im Dezember 1918 zum heutigen SC Münster 08. Angeboten wurden damals Fußball, Tennis, Hockey und Leichtathletik. Gegen Ende der 1920er Jahre war der SC 08 der erfolgreichste Fußball- und Leichtathletikverein der Stadt. Gleichzeitig spalteten sich die Abteilungen für Tennis und Hockey ab und gründeten den THC Münster.

### Fußball
Die Fußballer des SC 08 erreichten im Jahre 1920 mit dem Aufstieg in die Kreisliga Westfalen-West erstmals die höchste Spielklasse, musste nach einer Ligareform nach einem Jahr wieder absteigen. Dem zweiten Aufstieg im Jahre 1923 folgte der sportliche Wiederabstieg. Erst mit dem dritten Aufstieg 1926 konnte sich die Mannschaft in der höchsten Spielklasse etablieren. Der Überlieferung nach hatte der spätere Nationalspieler Ernst Kuzorra bereits einen Vorvertrag beim SC unterzeichnet, der von seinem Schalker Mannschaftskameraden Valentin Przybylski zerrissen wurde, damit Kuzorra weiter für Schalke spielt. 1928 wurde der SC Vizemeister der 1. Bezirksklasse Westfalen-West hinter Borussia Rheine und war durch den Abstieg des Lokalrivalen Preußen kurzzeitig die sportliche Nummer eins der Stadt. Fünf Jahre später verpassten die 08er die neu geschaffene Gauliga Westfalen. Zweimal erreichte die Mannschaft die Aufstiegsrunde zur Gauliga, scheiterte jedoch 1939 am VfB 03 Bielefeld und ein Jahr später an Union Gelsenkirchen.
Nach Kriegsende gelang 1947 der Aufstieg in die Landesliga Westfalen, die damals die höchste Amateurliga Westfalens war. Drei Jahre später folgte der Abstieg, ehe 1952 der Wiederaufstieg gelang. Dieses Mal hielten sich die 08er nur für zwei Jahre in der Landesliga. In den folgenden Jahrzehnten rutschte der Verein bis in die Kreisliga B hinab. Nach zwei Aufstiegen in Folge kehrte der SC 08 im Jahre 1994 in die Landesliga zurück und wurde dort zwei Jahre später Vizemeister hinter den Sportfreunden Lotte. Zwei Abstiege in Folge brachten den Verein 2001 wieder in die Kreisliga A. Hintergrund des Niedergangs waren finanzielle und steuerliche Unregelmäßigkeiten mit einem Hauptsponsor. Nach Aufstiegen in den Jahren 2003 und 2009 spielte der Club wieder in der Landesliga. 2012 ging es wieder runter in die Bezirksliga. 2015 wurden die Münsteraner Vizemeisterschaft hinter Preußen Lengerich und besiegten in der folgenden Relegation zunächst die SpVg Hagen und dann die SpVg Brakel und kehrte damit in die siebtklassige Landesliga zurück.
2017 wurde der SC 08 dort Vizemeister hinter der SpVg Beckum. Zur Saison 2019/20 zog der Verein seine Mannschaft aus der Landesliga zurück. Grund waren finanzielle Probleme, Streitigkeiten mit dem Gesamtverein sowie der Abgang zahlreicher Spieler und Funktionäre. Ab der Saison 2020/21 machte der Verein in der Bezirksliga weiter. Dort wurden die Münsteraner 2024 Vizemeister hinter dem SV Burgsteinfurt.
Die D-Jugend des SC Münster 08 wurde im Jahre 2012 Westfalenmeister. 1967 wurde die A-Jugend des Vereins gemeinsam mit dem STV Horst-Emscher Westfalenpokalsieger. Seit dem Jahr 2011 besteht eine Partnerschaft der Jugendfußballabteilung mit der von Borussia Dortmund. Im Gegenzug für Trainerfortbildungen und -hospitationen beim BVB besteht für talentierte Nachwuchsspieler von Münster 08 eine größere Chance von BVB-Scouts erfasst zu werden.

### Handball
Im Jahre 1939 qualifizierte sich die Frauenmannschaft des SC Münster 08 als Westfalenmeister im Feldhandball für die Endrunde um die deutsche Meisterschaft. Dort trafen die Münsteranerinnen im Achtelfinale auf den späteren Finalisten Eimsbütteler TV und unterlagen deutlich mit 0:10. Heute spielt die Frauenmannschaft in der Landesliga.
Die Männer des SC 08 spielten als Gründungsmitglied ab der Saison 1969/70 in der damals zweitklassigen Regionalliga West und sicherten sich in der folgenden Spielzeit 1970/71 durch einen Finalsieg über den TV Schalksmühle die Westdeutsche Meisterschaft. In den Aufstiegsspielen zur Bundesliga traf die Mannschaft auf den Flensburger TB, den Vorläufer der heutigen SG Flensburg-Handewitt. Nachdem beide Mannschaften ihr jeweiliges Heimspiel gewonnen hatten, gab es ein Entscheidungsspiel, das die Flensburger mit 14:13 gewannen. Bis 1977 hielten sich die SC-Handballer noch in der Regionalliga, ehe sie in untere Spielklassen verschwanden. Heute tritt die Mannschaft in der Landesliga an.

### Leichtathletik
Heinrich Buchgeister wurde 1920 Deutscher Meister im Speerwurf. Hans Hoffmeister wurde 1931 Deutscher Meister im Diskuswurf.

## Persönlichkeiten
- Horst Bertram
- Heinrich Buchgeister
- Gert Goolkate
- Noreen Günnewig
- Hans Hoffmeister
- Peter Hyballa
- Franz-Josef Jönsthövel
- Ole Kittner
- Erwin Kostedde
- Michael Krabler
- Hermann Mellage
- Kieran Schulze-Marmeling